# Xystrocera globosa
Xystrocera globosa är en skalbaggsart som först beskrevs av Olivier 1795.  Xystrocera globosa ingår i släktet Xystrocera och familjen långhorningar.
Artens utbredningsområde är:
- Assam (Indien).
- Laos.
- Madagaskar.
- Pakistan.
- Filippinerna.
- Seychellerna.
- Sri Lanka.
- Sulawesi.
- Taiwan.

Inga underarter finns listade i Catalogue of Life.